# Sinnenas trädgård

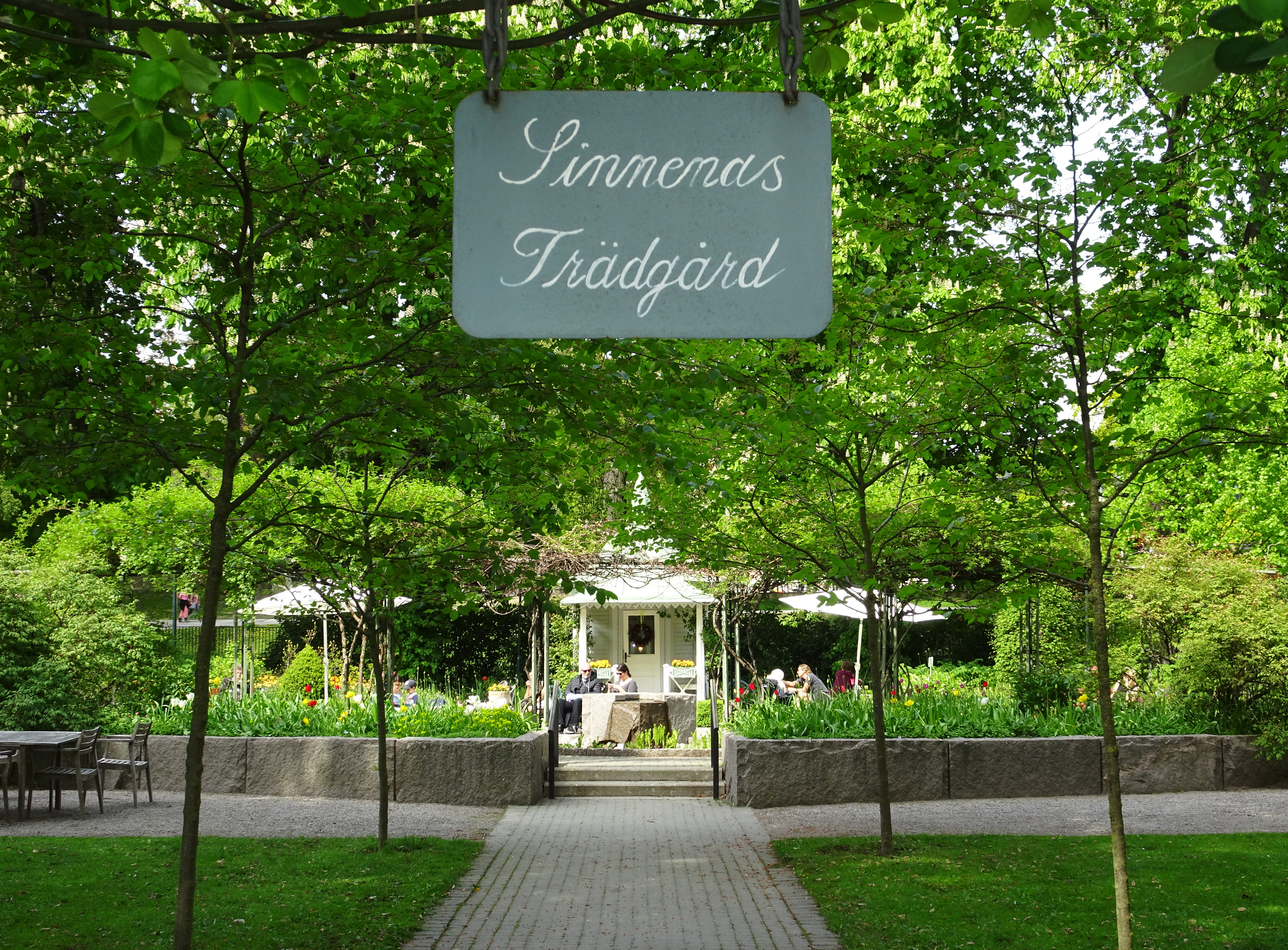
Sinnenas trädgård i maj 2019.

Sinnenas trädgård är en liten terapeutisk park vid Eastmansvägen 18 på Sabbatsbergsområdet i stadsdelen Vasastaden i Stockholm. Parken är öppen året runt och i första hand till för boende och anhöriga inom Norrmalms stadsdelsförvaltningens äldreomsorg men även tillgänglig för allmänheten. I anslutning norr om Sinnenas trädgård ligger Vasaparken.

## Beskrivning

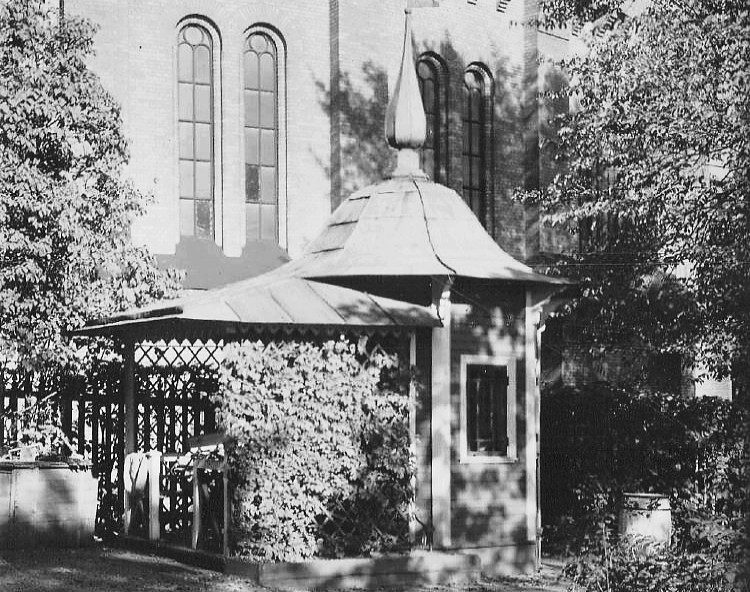
Lusthuset 1934.

Sinnenas trädgård ligger i fastigheten Hälsobrunnen 1 mellan Johanneshuset och Adolf Fredrikshuset som är ett demensboende och ett hem för personer med särskilt omvårdnadsbehov. Trädgården omfattar 2 500 m² och skapades mellan 1992 och 1996 på initiativ av arbetsterapeuten Yvonne Westerberg tillsammans med Norrmalms stadsdelsförvaltning, äldreomsorgen i Stockholm och Stockholms stads fastighetskontor. Trädgården inrättades som ett redskap för rehabilitering av bland annat demenssjuka personer där alla sinnen hos besökaren stimuleras; syn, hörsel, lukt, känsel och smak. 
Parken är indelad i olika växtmiljöer som avdelas av gångar. Här finns en liten blomsteräng, gräsytor, medicinalväxter och rabatter med humle, rosor, vildvin, tulpaner och clematis. Gamla hästkastanjer ger skugga och barkbelagda stigar bidrar till skogskänslor. I trädgården finns också olika fruktträd. En spegeldamm med porlande vatten, näckrosor och guldfiskar skall stimulera sinnena och en klarröd bänk vill inbjuda till ”tid för tanke”. 
I parkens centrum märks ett litet lusthus från 1784 vilket ursprungligen stod i Klarahusets park nära Klaragasverkets gasklocka. Gasklockan revs 1970, lusthuset togs om hand och restes åter i Sinnenas trädgård 1996. Stadsmuseet i Stockholm fann att det lilla huset har "synnerligen höga kulturhistoriska värden" och blåmärkte det. Sinnenas trädgård är även en plats för möten mellan de boenden på området, anhöriga, personal och besökare utifrån. Man arrangerar olika kulturella evenemang som trubaduraftnar, midsommarfest, slåtterfest, advent och liknande.

## Bilder

Trädgården
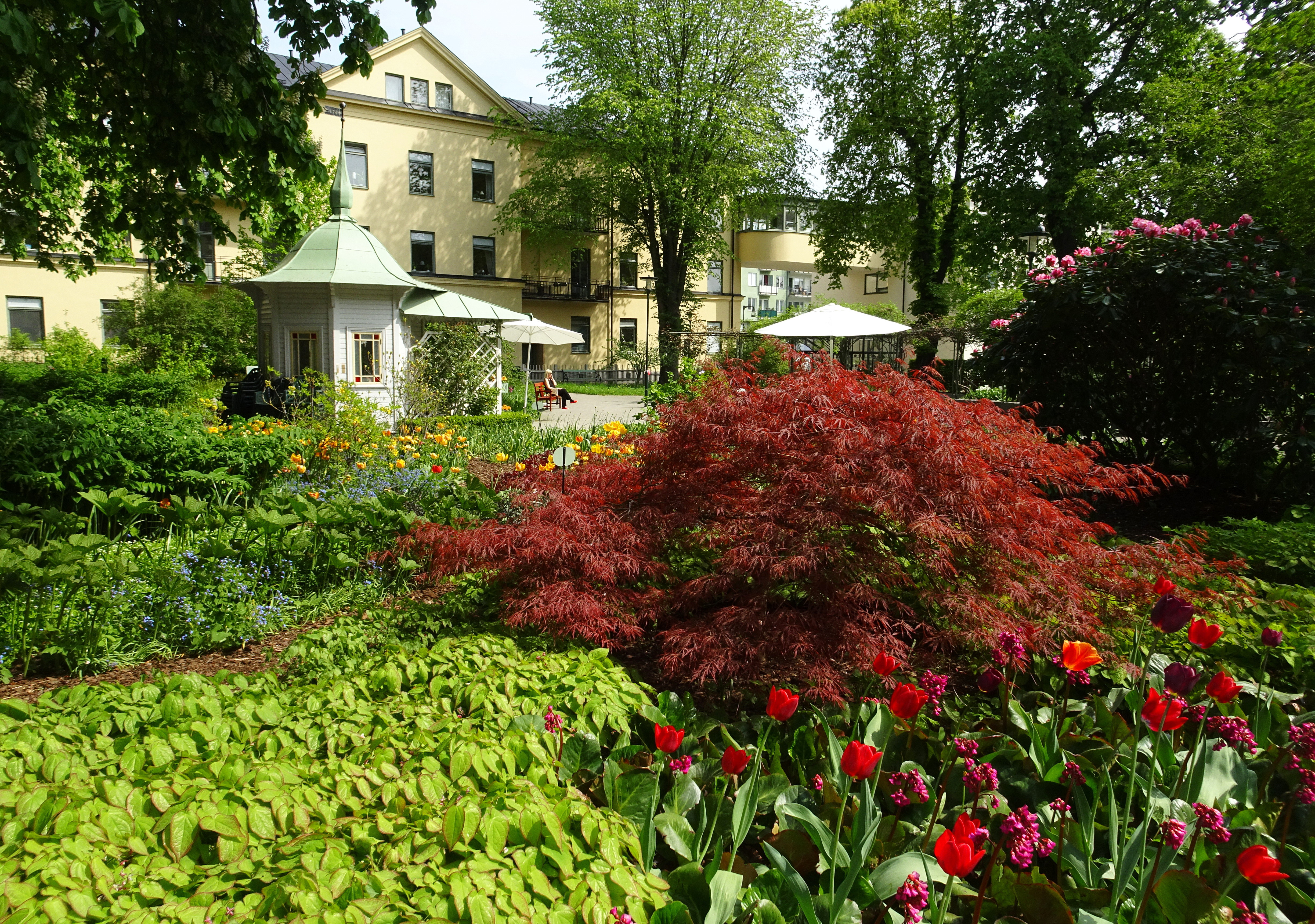
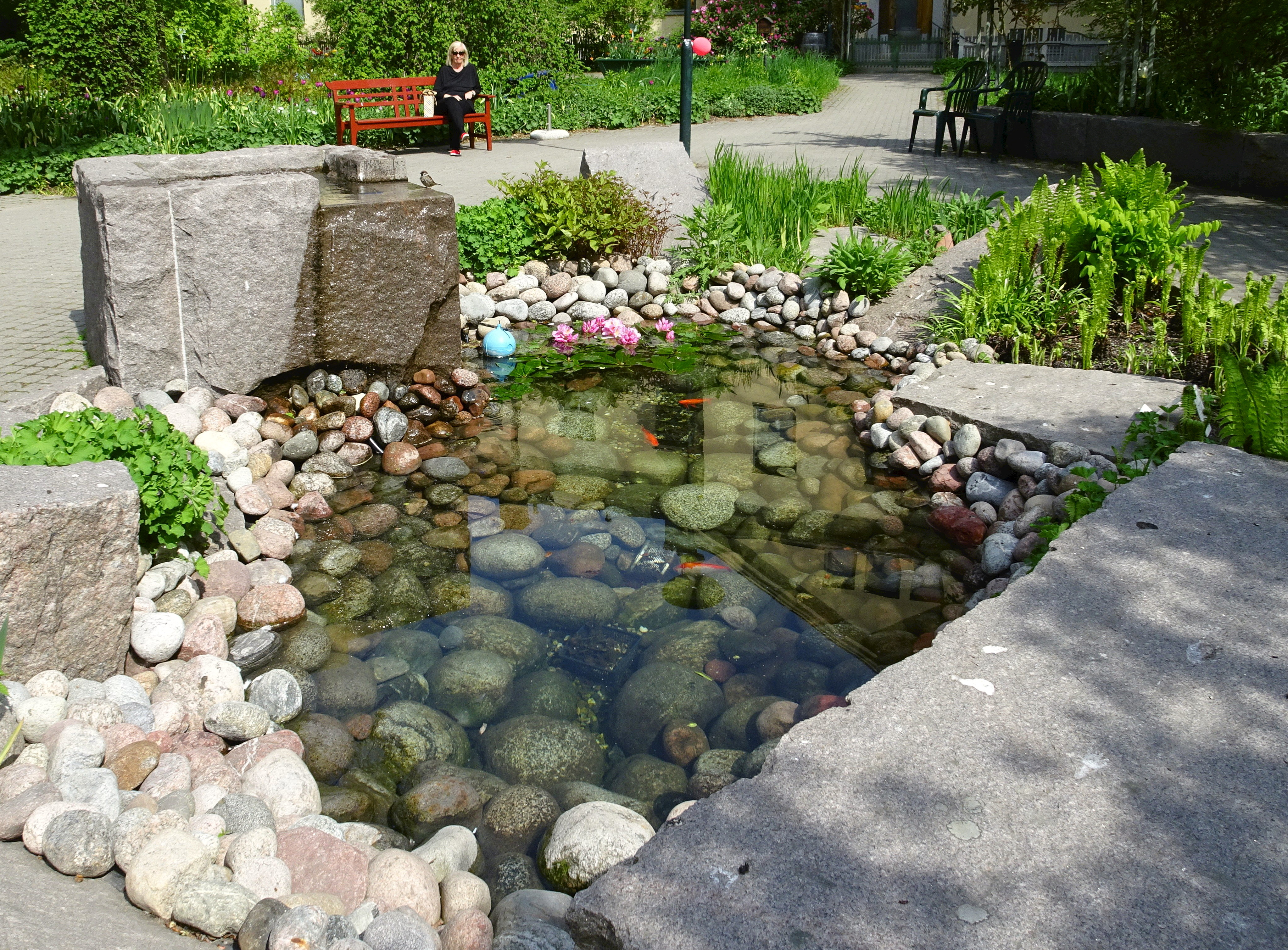
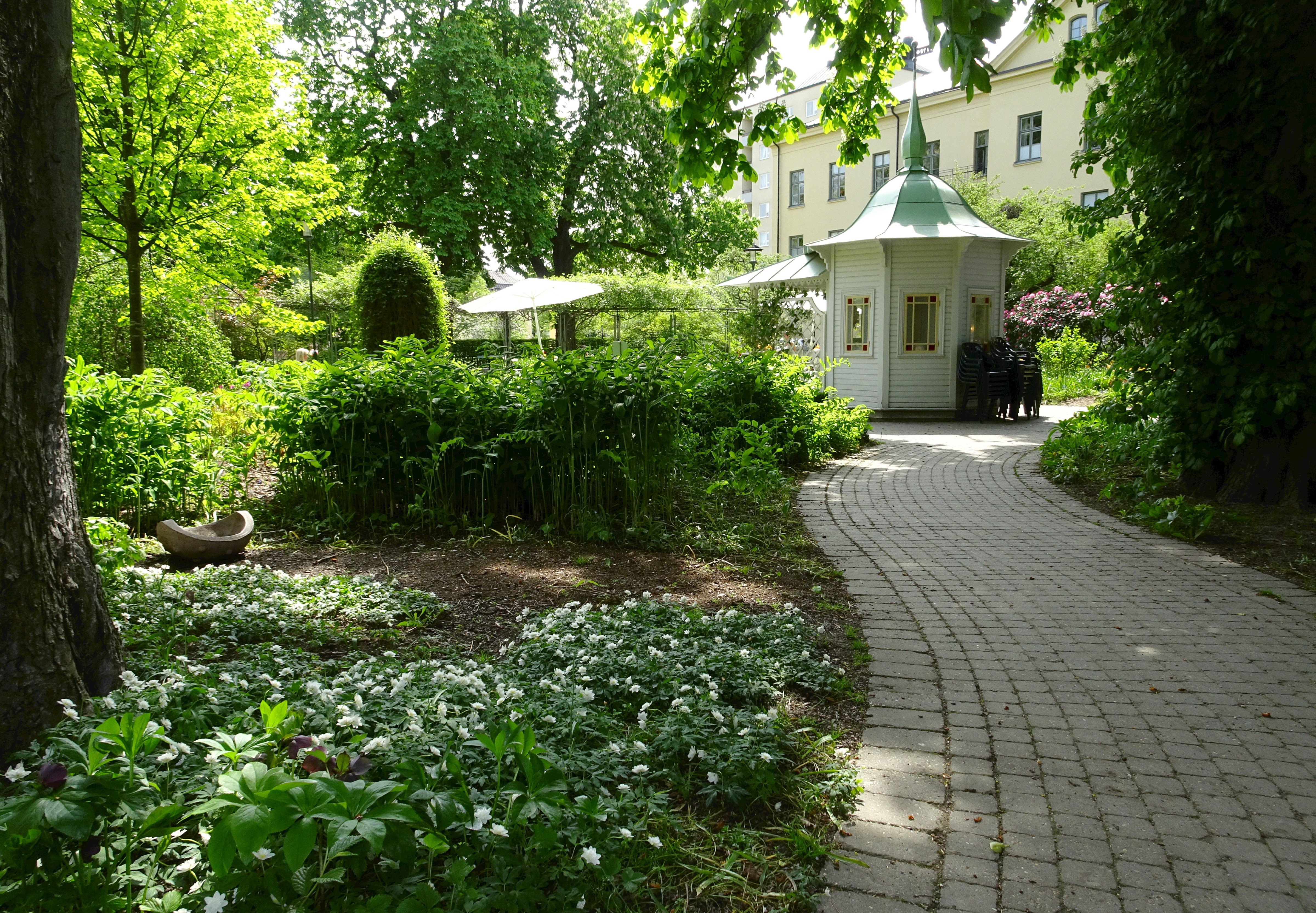
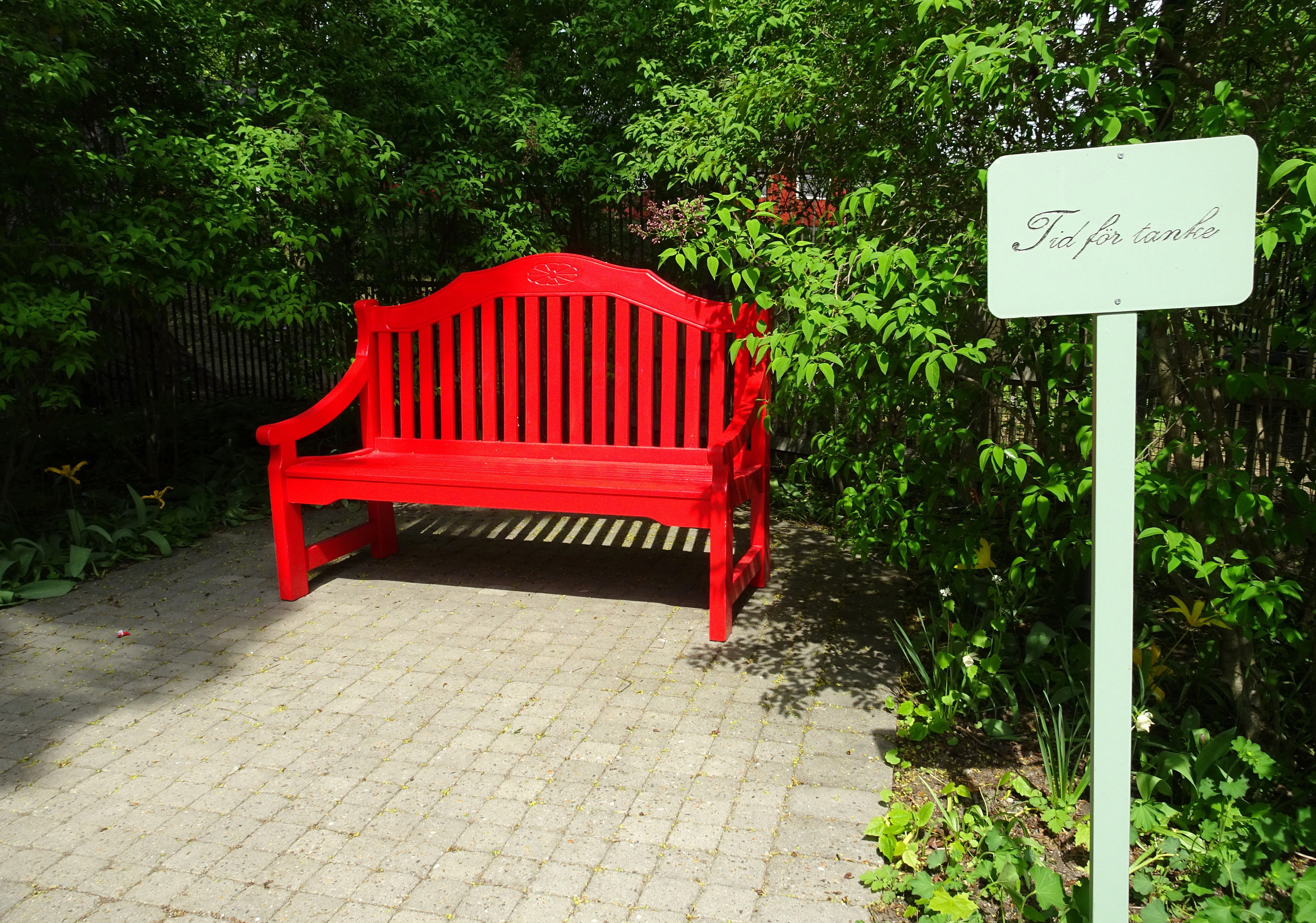

Lusthuset
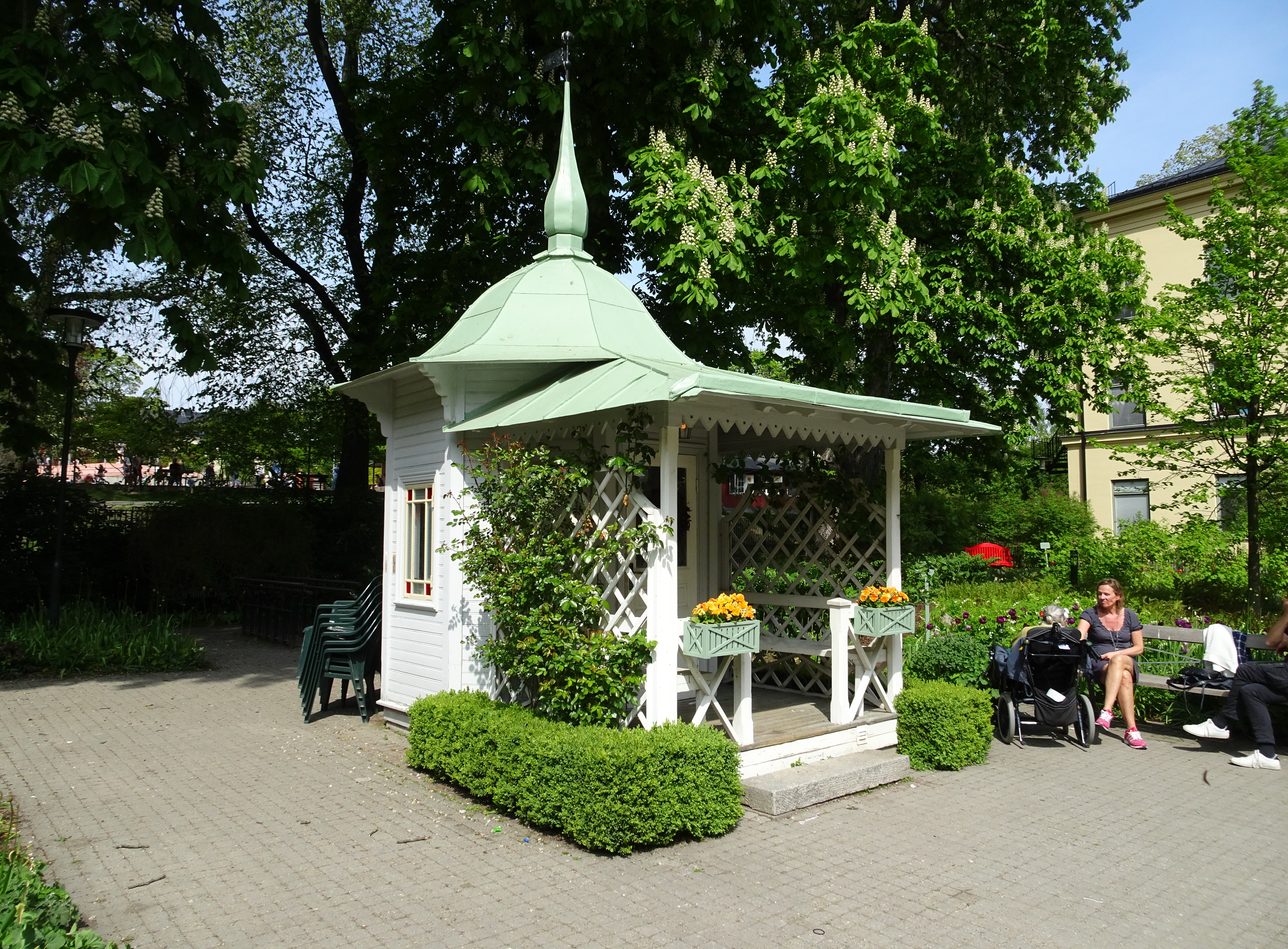
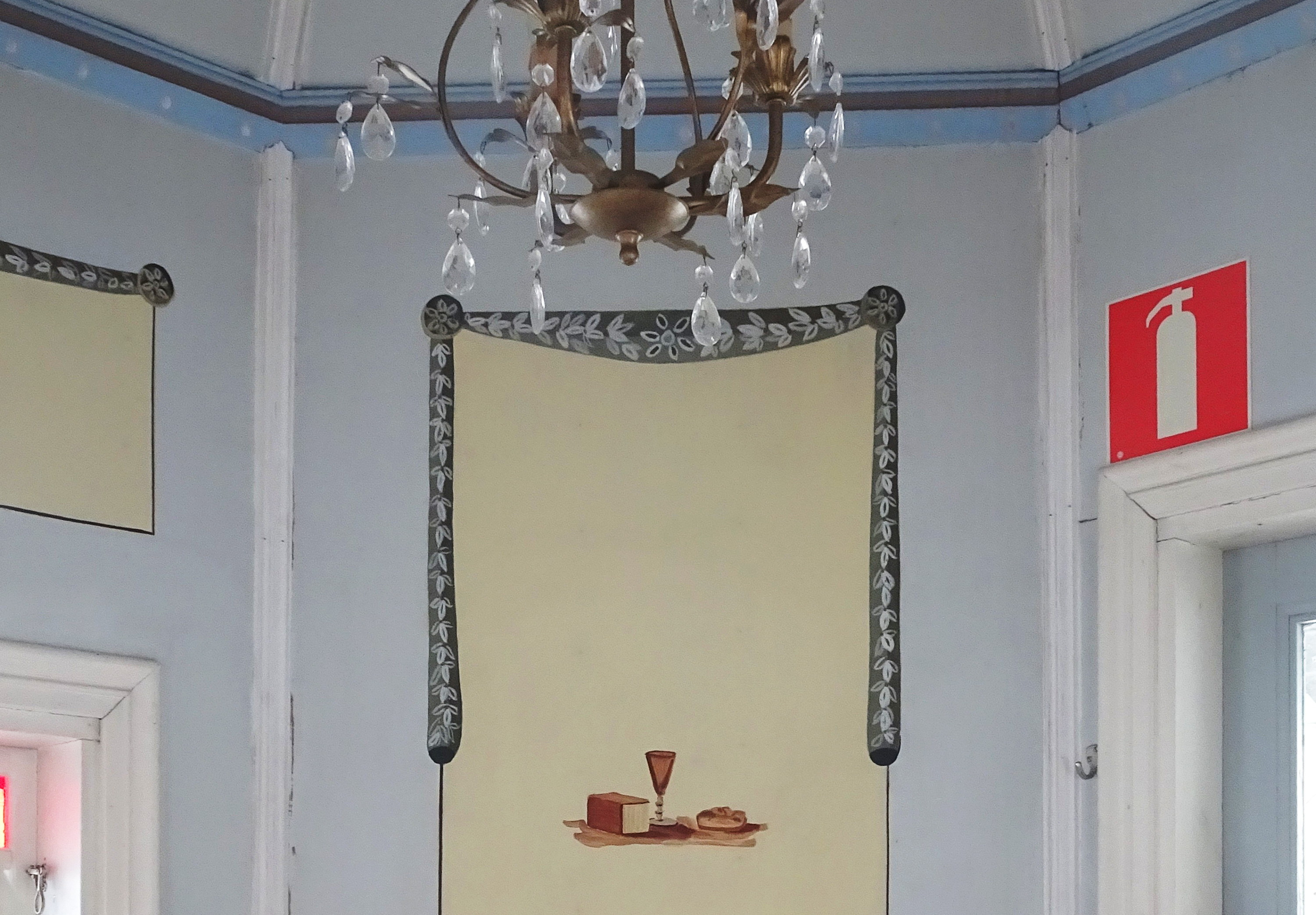
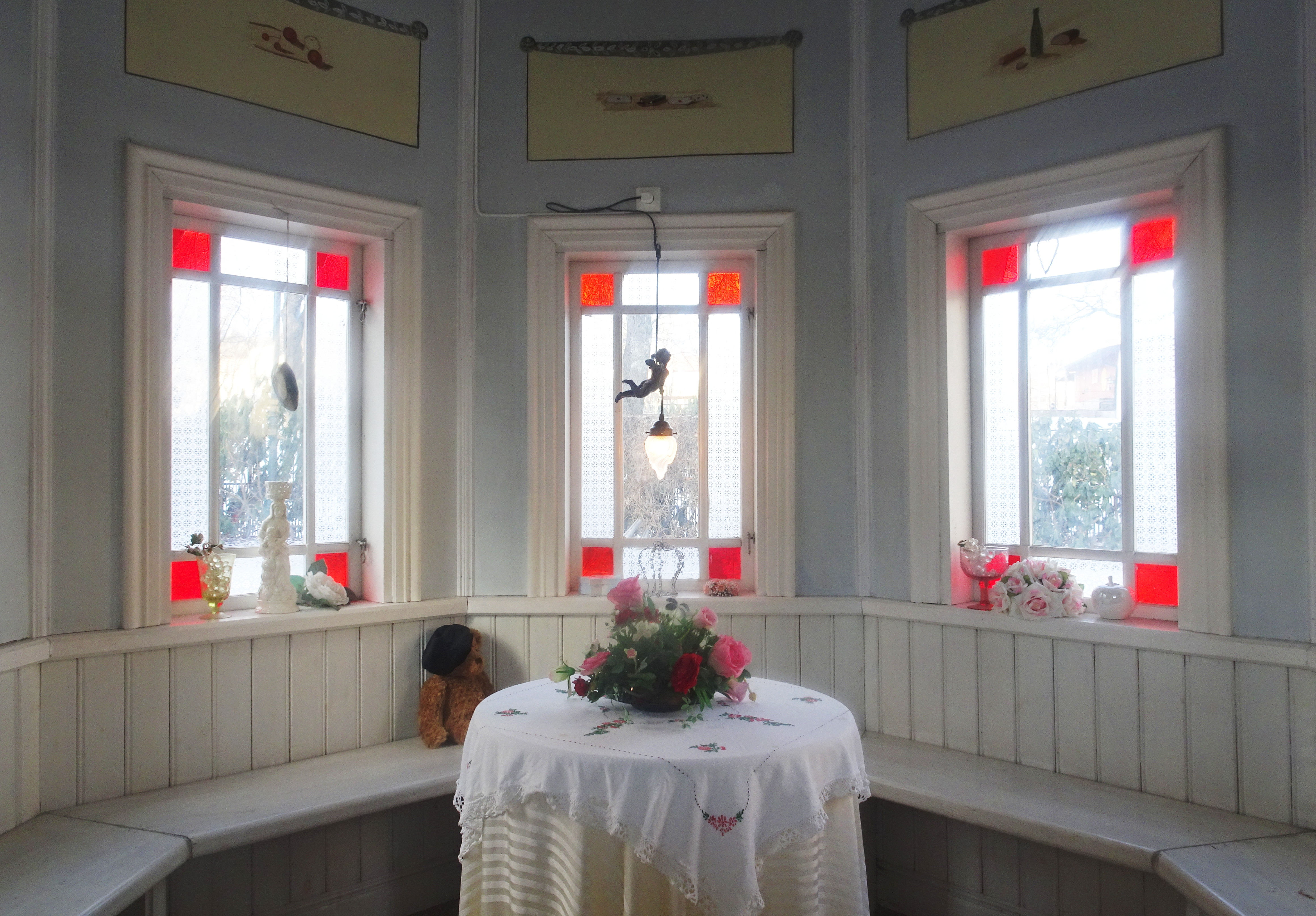
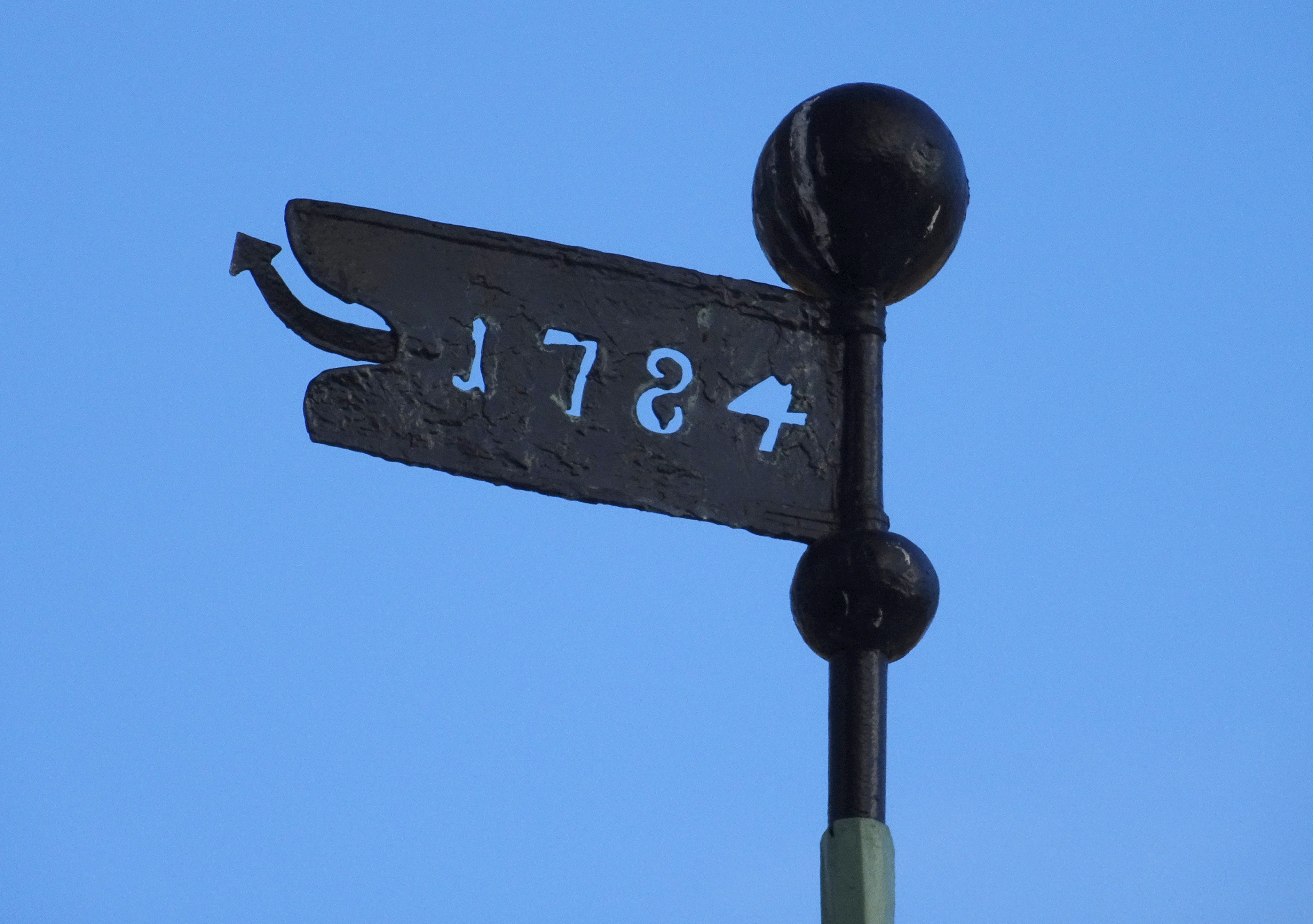